# Baron-sur-Odon
Baron-sur-Odon (baʁɔ̃ syʁ ɔdɔ̃ⓘ) – miejscowość i gmina we Francji, w regionie Normandia, w departamencie Calvados.
Według danych na rok 1990 gminę zamieszkiwało 616 osób, a gęstość zaludnienia wynosiła 96 osób/km² (wśród 1815 gmin Dolnej Normandii Baron-sur-Odon plasuje się na 366. miejscu pod względem liczby ludności, natomiast pod względem powierzchni na miejscu 768.).